# ニーウポールト
ニーウポールト、ニウポールト（オランダ語:Nieuwpoort [ˈniupoːrt] ( 音声ファイル)、フランス語:Nieuport）は、ベルギー、ウェスト＝フランデレン州の基礎自治体。ニーウポールト、シント＝ヨリス、ラムスカペレの3つの町から構成されている。イーゼル川河口にある港町である。「ニーウポールト」は「新しい港」を意味する。

## 歴史

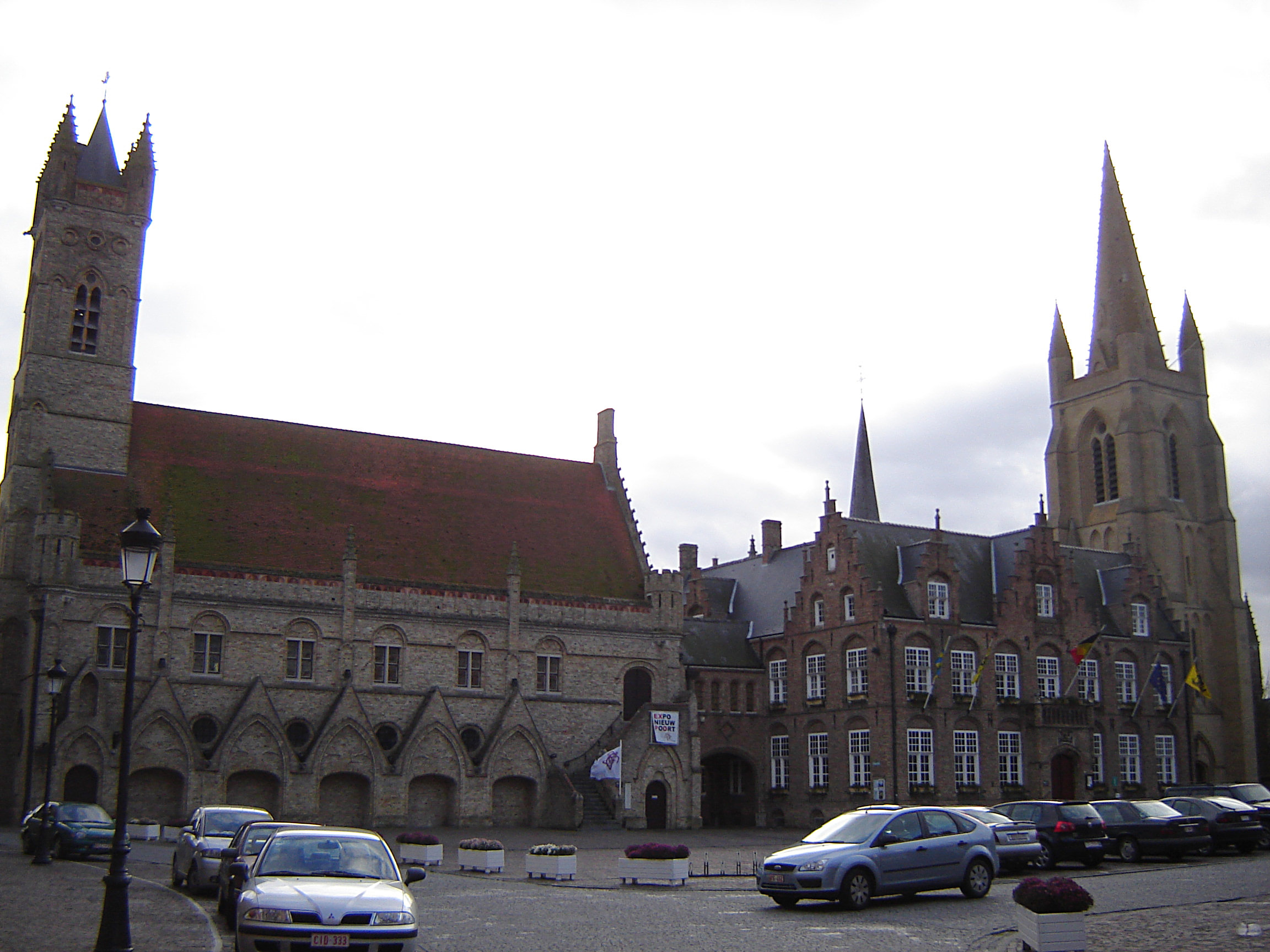
市場広場

1163年、フランドル伯フィリップより都市特権を授けられた。1600年、八十年戦争の戦闘のひとつニーウポールトの戦いがこの地で起きた。
1757年から1763年まで、七年戦争の仏墺間の条約に基づいてフランス軍に占領されていた。
第一次世界大戦中のイープルの戦いにおいては、イーゼル川の水門を2度にわたって開けて低地を水浸しにし、ドイツ軍の進軍を食い止めた。

## 町並み
ニーウポールトの旧市街は、海岸線からおよそ3km内陸にある。海岸付近が新たな観光地となっている。